# Hossein Tehrani

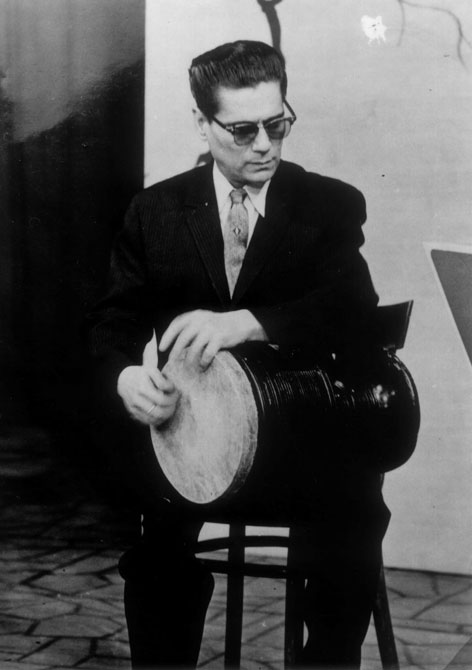
Hossein Tehrani (1969)

Hossein Tehrāni (persisch حسین تهرانی) (1912 in Teheran – 25. Februar 1974) war ein iranischer Musiker und Tonbak-Spieler. Er gilt als Innovator, der die moderne Tonbak neben ihrer früheren Rolle als Begleitinstrument zu einem solo spielbaren Instrument ausgebaut hat. Tehrani erweiterte die Möglichkeiten des Instruments um zusätzliche Schlagmethoden und spielte sein Instrument mit unterschiedlichen Klängen.